# Carex cespitosa
Espèce
Classification phylogénétique
Carex cespitosa est une espèce de plantes du genre Carex et de la famille des Cyperaceae.